# 佐治·華迪維亞
佐治·華迪維亞（西班牙語：Jorge Valdivia，1983年10月19日—）智利足球運動員，司職中場。現時為智利球會高路高路及智利國家足球隊球員。2014年世界盃獲選入智利國家隊最終23人名單。